# Pomeni imen asteroidov: 81001–82000
Pregled pomenov imen asteroidov (malih planetov) od številke 81001 do 82000, ki jim je Središče za male planete dodelilo številko in so pozneje dobili tudi uradno ime  v skladu z dogovorjenim načinom imenovanja. Pregled je preverjen z Schmadelovim “Slovarjem imen malih planetov” (“Dictionary of Minor Planet Names”). 
Pregled pojasnjuje izvor oziroma pomen imen asteroidov, ki ga je priznala Mednarodna astronomska zveza (IAU). Nekateri asteroidi imajo imajo dodatno pojasnilo o izvoru imena, ki pa vedno ni popolnoma zanesljivo (oznaka “†” ali “‡“). 
| Ime                | Začasna oznaka | Izvor imena |
| 81001–81100        | 81001–81100    | 81001–81100 |
| 81101–81200        | 81101–81200    | 81101–81200 |
| 81201–81300        | 81201–81300    | 81201–81300 |
| ------------------ | -------------- | --- |
| 81203 Polynesia    | 2000 FQ10      | Francoska Polinezija, odkritje tega asteroida je bilo prvo na tem področju †                                                                             |
| 81301–81400        |                | |
| 81401–81500        |                | |
| 81501–81600        |                | |
| 81601–81700        |                | |
| 81701–81800        |                | |
| 81790 Lewislove    | 2000 JL84      | Lewis E. Love, ameriški učitelj fizike na Visoki šoli Great Neck North †                                                                                 |
| 81801–81900        |                | |
| 81822 Jamesearly   | 2000 KN38      | James M. Early (1922 – 2004), ameriški soizumitelj transistorja † ‡ Arhivirano 2007-03-10 na Wayback Machine.                                            |
| 81859 Joetaylor    | 2000 KP69      | Joseph H. Taylor (rojen 1941), ameriški astronom, izjemni «lovec» na pulzarje, dobitnik Nobelove nagrade za fiziko in nagrade MacArthur (Genius Award) † |
| 81901–82000        |                | |
| 81915 Hartwick     | 2000 NS11      | F. David A. Hartwick, kanadski astrofizik † Arhivirano 2005-08-29 na Wayback Machine.                                                                    |
| 81971 Turonclavere | 2000 QX68      | Marie-Hélène Turon Clavère, francoska šolska učiteljica in ljubiteljska astronomka †                                                                     |

| Predhodnik: 80001–81000 | Pomeni imen asteroidov Seznam asteroidov (81001-81250) Seznam asteroidov (81251-81500) Seznam asteroidov (81501-81750) Seznam asteroidov (81751-82000) | Naslednik: 82001–83000 |